# Stylochoerus
Stylochoerus — вимерлий рід парнопалих, що існував у плейстоцені в Ефіопії.